# Merkurios

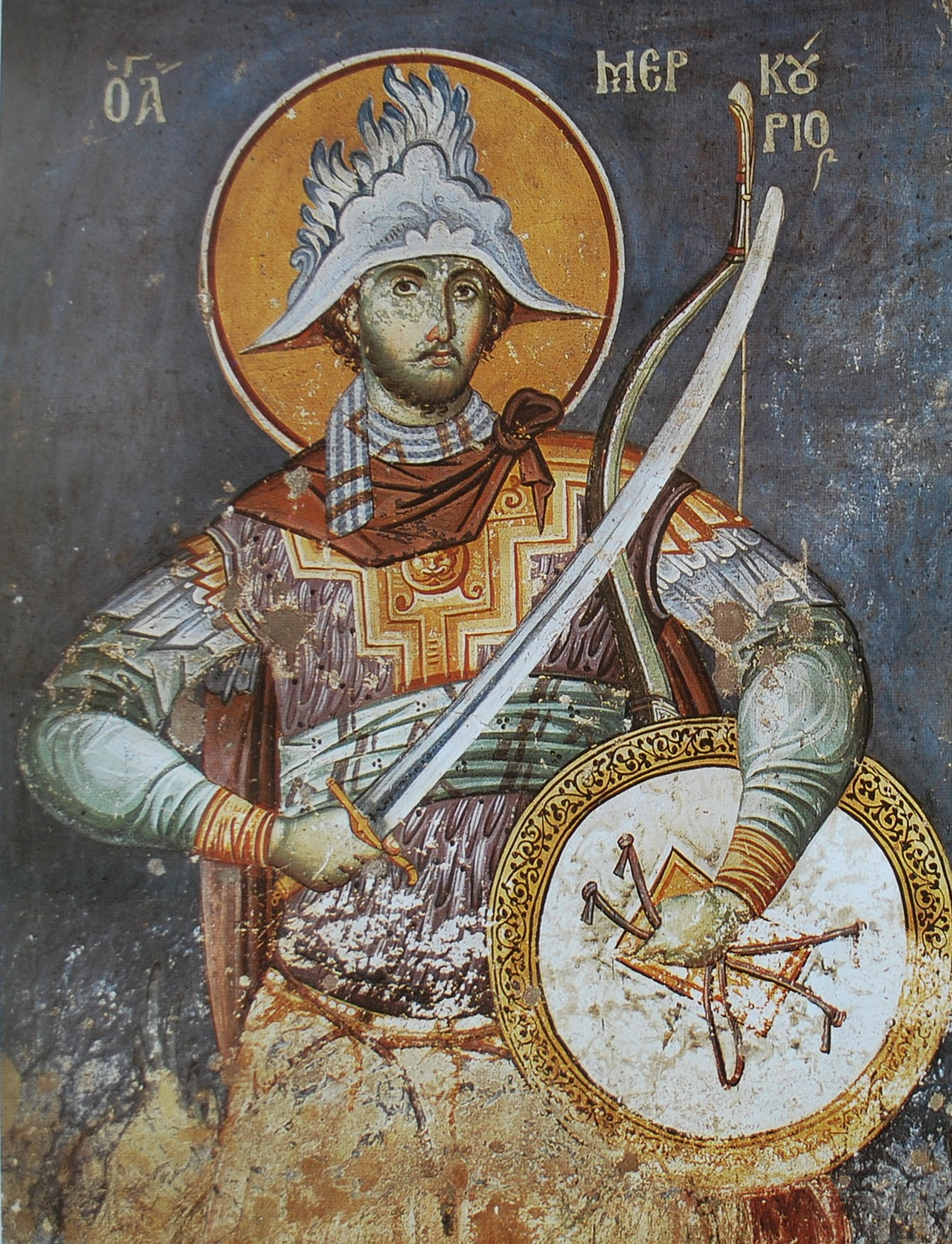
Merkurios-Ikone (Manuel Panselinos, zwischen 1290 und 1310)

Merkurios (griechisch μερκούριος, lateinische Form: Mercurius) ist der Name einer legendarischen Person, die in der orthodoxen Kirche als Groß- oder Megalo-Märtyrer verehrt wird.
Über die Lebensdaten und Historizität des Merkurios ist nichts Sicheres bekannt, die Gestalt ist aber in Legenden breit bezeugt. Dort gilt er als Soldatenheiliger und wird mit den vierzig Märtyrern von Sebaste in Verbindung gebracht, die im 4. Jahrhundert in Kleinarmenien wegen ihres Bekenntnisses zum Christentum hingerichtet wurden. In den Legenden über den Heiligen ist eine Tendenz zu immer mehr und grausameren Martern festzustellen. Es finden sich auch die Bezeichnungen Mercurius von Caesarea (Mercure de Césarée) und Markorios Abi Seffen (arabisch أبو سيفين, „der Besitzer zweier Schwerter“) nach einer Legende, nach der ihm der heilige Erzengel Michael ein zweites Schwert gegeben haben soll. Im Synaxarium Aethiopicum (um 1400, als Übersetzung älterer ägyptischer Texte) findet sich der Name Marqoryos.
Der Soldat und Märtyrer sei um 225 als Sohn eines römischen Beamten, der aus der Sketischen Wüste in Ägypten stammte, in Kappadokien geboren worden und um 251 in Cäsarea, dem heutigen Kayseri gestorben. Seine Eltern seien Christen geworden, auch Philopater sei getauft worden und habe dabei den Namen Mercurius erhalten. Im Alter von 17 Jahren sei er Soldat geworden, habe sich im Kampf gegen die Perser ausgezeichnet und mit Hilfe seines Schutzengels einen glänzenden Sieg errungen, wodurch er die Aufmerksamkeit von Kaiser Decius errungen habe. Von Neidern sei er als Christ entlarvt, gefoltert und hingerichtet worden, weil er sich weigerte, der Göttin Artemis zu opfern.
In der Kirchengeschichte (Historia Ecclesiastica) des um 450 gestorbenen Kirchenhistorikers Sozomenos wird eine Vision geschildert, der zufolge der römische Kaiser Julian Apostata durch einen Speerwurf in einer Schlacht im Jahr 363 auf himmlisches Geheiß hin ums Leben kam. Hierin wird in der weiteren reichen Legendenbildung die Tat eines Mār Qorios (Herr Quorios) oder Marqur gesehen, die er selber ausführte oder durch Gebet bewirkte. Die Verehrung dieser Gestalt als Merkurios ist für das 5. Jahrhundert in Caesarea in Kappadokien bezeugt.
Merkurios-Reliquien befinden sich in der Abtei S. Sophia in Benevento, die dorthin in Langobardischer Zeit von Aeclanum übertragen wurden, und im Deutschen Orthodoxen Dreifaltigkeitskloster Buchhagen. Im Pantokrator-Kloster auf dem Athos wird ein Teil des Schildes des Merkurios als Hauptreliquie verehrt. Als Fest- oder Gedenktag des heiligen Merkurios gilt in den orthodoxen Kirchen der 24. November, in der koptischen der 21. November, in der armenischen der 26. November, in der lateinischen Kirche der 25. oder 26. November.